# Dusa McDuff
Pour les articles homonymes, voir McDuff.
Dusa McDuff (née Margaret Dusa Waddington le 18 octobre 1945 à Londres) est une mathématicienne britannique ayant apporté des contributions fondamentales à la géométrie symplectique. Ses premiers travaux portaient sur les algèbres de von Neumann.

## Biographie
Bien que née à Londres, elle grandit en Écosse, où son père, Conrad Hal Waddington, enseigne la génétique à l'Université d'Édimbourg et sa mère, Justin Blanco White (en), est architecte dans la fonction publique d'Édimbourg. Elle grandit donc dans un milieu permettant aux femmes d'avoir une carrière non-traditionnelle; sa grand-mère maternelle, Amber Reeves (en), étant d'ailleurs une autrice féministe de renom.
Bien qu'elle reçoit une bourse d'études pour l'Université de Cambridge, elle refuse l'offre et fait ses études de premier cycle en mathématiques à l'Université d'Édimbourg afin de rester auprès de son copain de l'époque. C'est donc seulement aux cycles supérieurs qu'elle entre à l'Université de Cambridge, apportant avec elle son mari. Elle soutient sa thèse sur les algèbres de von Neumann en 1971 en particulier sur la structure des facteurs de {\displaystyle \mathrm {I} \mathrm {I} _{1}}, puis suit son mari en Russie pour six mois. C'est lors de ce voyage qu'elle rencontre Israel Gelfand, qui ravive son intérêt pour les mathématiques.
Alors qu'elle retourne à l'Université de Cambridge après ce voyage, elle a un enfant, puis décroche en 1973 un emploi à l'Université d'York. Elle se trouve alors débordée et isolée, incapable de faire de la recherche:
« J'étais très isolée et je n'avais personne avec qui parler [...] J'étais le revenu principal de la famille, et la femme de ménage, et la responsable aux couches (mon mari disait que les couches étaient trop géométriques pour qu'il puisse s'en occuper). »
En 1974, elle est cependant invitée à passer une année au Massachusetts Institute of Technology, ce qui est un moment marquant pour elle:
« Lors de mon séjour, j'ai réalisé à quel point j'étais loin d'être la mathématicienne que je sentais que je pouvais être. Pour la première fois, je rencontrais d'autres femmes qui me ressemblaient et qui tentaient aussi de devenir mathématiciennes. »
Elle passe ensuite un an à l'Institute for Advanced Study de l'Université de Princeton, puis retourne en Angleterre et divorce de son mari. Elle travaille alors sur les groupes de difféomorphismes et les feuilletages.
Peu de temps après, en 1978, elle retourne aux États-Unis et accepte un poste de professeure assistante à l'Université Stony Brook (New York), puis devient professeure associée en 1984. Au cours de ces années, elle développe une relation avec John Milnor, qu'elle épouse, et a un second enfant. 
En 1985, elle prend un semestre sabbatique et visite l'Institut des hautes études scientifiques à Paris où elle apprend les techniques elliptiques de Mikhaïl Gromov qui servent de base à la majorité de sa recherche par la suite.
Depuis 2007, elle enseigne au Barnard College. Elle quitte son poste à Stony Brook en 2008.

## Prix et récompenses
- Prix Ruth Lyttle Satter (1991)
- Conférencière Noether (1998)
- Docteur honoris causa de l’université Louis-Pasteur de Strasbourg (2008)[4]
- Prix Senior Berwick (2010)
- Docteur honoris causa de l'université Pierre-et-Marie-Curie (11 octobre 2016)[5]
- Médaille Sylvester (2018)

## Littérature scientifique
Elle coécrit avec Dietmar Salamon deux livres :
- Introduction to Symplectic Topology, Oxford University Press, 1995, 2e édition 1998  (ISBN 9780198504511)
- J-Holomorphic Curves and Symplectic Topology, University lecture series, vol. 6 (1994), AMS Bookstore  (ISBN 9780821803325)